# Cethosia chrysippe
Cethosia chrysippe är en fjärilsart som beskrevs av Fabricius 1775. Cethosia chrysippe ingår i släktet Cethosia och familjen praktfjärilar. Inga underarter finns listade i Catalogue of Life.